# Setomigma laboissierella
Setomigma laboissierella är en fjärilsart som beskrevs av Ghesquière 1942. Setomigma laboissierella ingår i släktet Setomigma och familjen mott. Inga underarter finns listade i Catalogue of Life.